# ハワード颯真
ハワード 颯真（ハワード そうま、1999年7月20日 - ）は、日本の男性グラップリング選手。北海道札幌市出身。MARS GYM所属。

## 来歴
2018年4月、高校卒業と同時にARMS GYMに入会。クラヴマガを始める。
2018年6月、プロを志しMARS GYMに入会。キックボクシングを始める。
2018年10月、網膜剥離になる。遺伝的に再発の可能性が高いと診断され、格闘技をやめる。
2019年8月1日、MARS GYMに再度入会。グラップリングとブラジリアン柔術を始める。
2019年8月25日、アマチュアデビュー戦、G-FIGHT.34 ビギナートーナメント ライト級で優勝。敢闘賞を受賞。
2021年10月16日、SJJJF 全日本柔術選手権 アダルト白帯ルースター級で優勝。青帯に昇格する。帯の授与者は阿仁鬼（MARS GYM）。
2022年3月26日、ART2にてブラジリアン柔術でプロデビュー。
2022年4月30日、JBJJF 全日本ノーギオープン アダルト アドバンス ルースター級で優勝。
2022年6月5日、プロフェッショナル修斗公式戦 北海道大会にてグラップリングでプロデビュー。
2022年7月17日、SJJJF 全日本柔術選手権 アダルト青帯ルースター級で優勝。
2023年2月26日、UNRIVALED2に出場。
2023年12月10日、GRACHAN 北海道大会に出場。

## SNS

### TikTok
2022年11月1日、アカウント（@howardsoma）を開設。
2023年2月14日、フォロワーが1万人を突破。
2023年9月14日、フォロワーが5万人を突破。

### Instagram
2023年3月20日、アカウント（@s.howard.s）を開設。
2023年6月12日、フォロワーが1万人を突破。
2023年6月16日、フォロワーが5万人を突破。
2023年6月28日、フォロワーが10万人を突破。
2024年7月3日、フォロワーが15万人を突破。

### YouTube
2023年6月28日、アカウント（@SomaHoward）を開設。
2024年1月17日、チャンネル登録者が1万人を突破。

### Facebook（ページ）[6]
2018年3月8日、ページを開設。
2023年8月11日、運用を開始。
2024年5月23日、フォロワーが1万人を突破。
2024年7月5日、フォロワーが5万人を突破。
2024年10月11日、フォロワーが10万人を突破。
2024年10月20日、フォロワーが15万人を突破。
2024年12月26日、フォロワーが20万人を突破。

### Threads
2023年11月1日、アカウント（@s.howard.s）を開設。
2023年11月7日、フォロワーが1万人を突破。

## 戦績

### プログラップリング
| 勝敗 | 対戦相手 | 試合結果            | 大会名                                  | 開催年月日     |
| △    | 大竹央暉 | 5分1R終了 時間切れ  | GRACHAN&D-SPIRAL                        | 2023年12月10日 |
| ×    | 時任飛鳥 | 15分1R終了 判定4-10 | UNRIVALED 2                             | 2023年2月26日  |
| ○    | 竹内直矢 | 1R 2:20 腕十字      | プロフェッショナル修斗公式戦 北海道大会 | 2022年6月5日   |

### プロ柔術
| 勝敗 | 対戦相手 | 試合結果           | 大会名 | 開催年月日    |
| ×    | 大野智輝 | 6分1R終了 判定0-15 | ART 2  | 2022年3月26日 |

### アマチュアグラップリング
| 勝敗 | 対戦相手 | 試合結果           | 大会名      | 開催年月日     |
| △    | 棚田直樹 | 5分1R終了 時間切れ | D-SPIRAL 28 | 2022年12月4日  |
| ○    | 梶原亮   | 5分1R終了 判定     | UKファイト  | 2021年11月28日 |
| ○    | 佐藤直哉 | 1R 1:38 腕十字     | D-SPIRAL 25 | 2021年8月8日   |

### アマチュア柔術
| 勝敗 | 対戦相手 | 試合結果         | 大会名          | 開催年月日    |
| ○    | 萩野貴旺 | 1R 1:23 三角絞め | ART challenge 1 | 2022年3月26日 |

## 獲得タイトル

### ランキング
- ASJJF ノーギランキング 2022 アダルト青帯アジア5位[7]
- ASJJF 柔術ランキング 2022 アダルト青帯アジア7位[8]

### 全日本
- 第7回 全日本ノーギ柔術オープントーナメントアダルトアドバンスルースター級 優勝
- 第5回 全日本柔術選手権アダルト青帯ルースター級 優勝
- 第4回 全日本柔術選手権アダルト白帯ルースター級 優勝

### その他
- 東京夏季ノーギ選手権 2022 アダルト青帯ライトフェザー級 優勝
- 東京夏季ノーギ選手権 2022 アダルト青帯無差別級 優勝
- 東京夏季柔術選手権 2022 アダルト青帯ライト級 優勝
- 沖縄ノーギ選手権 2022 アダルト青帯フェザー級 優勝
- 九州国際ノーギ選手権 2022 アダルト青帯ルースター級 優勝
- 東京春季柔術選手権 2022 アダルト青帯ルースター級 優勝
- 東京春季ノーギ選手権 2022 アダルト青帯ルースター級 優勝
- 第13回 関東柔術オープントーナメント アダルト青帯 ルースター級 優勝
- 第8回 東京柔術オープントーナメント アダルト青帯ルースター級 優勝
- 札幌冬季柔術選手権 2022 アダルト青帯ルースター級 優勝
- 東京冬季ノーギ選手権 2021 アダルト青帯ライトフェザー級 優勝
- GroundImpact 2021 WEST アダルト青帯ルースター級 優勝
- 第1回リバーサル杯 アダルト白帯ルースター級 優勝